# Johanna Grothendieck

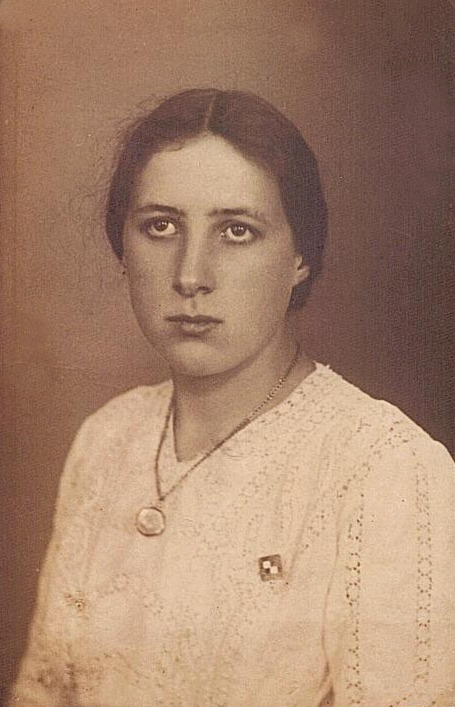
Johanna Grothendieck (1917)

Johanna „Hanka“ Grothendieck (* 21. August 1900 in Hamburg-Blankenese als Frida Elisabeth Johanna Grothendieck; † 16. Dezember 1957) war eine deutsche Journalistin, Schauspielerin und Schriftstellerin.

## Leben
Johanna Grothendieck wurde als zweites Kind des Kellners Albert Ernst Grothendieck (* 3. Januar 1871; † 1. März 1945) und seiner Ehefrau Anna Luise Lisette Johanne Grothendieck, geb. Demmin (* 1. Juni 1872; † 3. Oktober 1928), geboren. Die Eltern heirateten am 23. Februar 1900 in Recknitz. Sie hatte eine ältere Schwester Mimi Henriette Johanna (* 23. Juli 1897; † 21. Oktober 1897) und einen jüngeren Bruder Fritz Willy Carl (* 4. Juli 1901; † 27. Juni 1944). Aus außerehelichen Beziehungen des Vaters stammen eine Halbschwester Hedwig Eleonore Frieda (* 1. Dezember 1895; † 25. Oktober 1944) sowie ein Halbbruder Christian Claus Adolf (* 15. Oktober 1904).
Nachdem Johanna Grothendieck infolge finanzieller Schwierigkeiten der Eltern das Lyzeum verlassen musste, begann sie mit siebzehn Jahren eine Ausbildung als Kindergärtnerin, die sie aber bald darauf abbrach. Sie nahm Schauspielunterricht, schrieb Gedichte und Prosa und hatte das Ziel, sich der Künstlerkolonie in Worpswede anzuschließen. Sie kam in Kontakt mit Vertretern der Reformbewegung und der „Freideutschen Jugend“ und wurde als Schauspielerin Teil der Hamburger Theatergruppe „Die Kampfbühne“. 1920 trat sie als Redakteurin in den Dienst der von Ketty Guttmann ins Leben gerufenen Zeitung Der Pranger – Organ der Hamburg Altonaer Kontrollmädchen.
Sie lernte Johannes „Alf“ Raddatz kennen, den sie heiratete. 1924 kam die Tochter Frode, genannt „Maidi“ (* 24. Januar 1924; † 1. Mai 1997) zur Welt. Das Paar übersiedelte nach Berlin, wo es sich in der Künstler- und Anarchistenszene bewegte. 1925 trennte sich das Paar und Johanna ging eine Beziehung mit dem jüdisch-russischen Anarchisten Alexander Schapiro (* 6. August 1890; † 1. August 1942) ein, mit dem sie ein Fotoatelier betrieb. 1928 kam der Sohn Alexander (* 28. März 1928; † 13. November 2014) zur Welt, der einer der bedeutendsten Mathematiker des 20. Jahrhunderts wurde.
Nach der Machtübernahme der Nationalsozialisten 1933 floh Schapiro aus Deutschland nach Paris, zum Jahreswechsel 1933/1934 folgte ihm Johanna. Die Kinder blieben in einem Kinderheim bzw. einer Pflegefamilie in Hamburg zurück. Schapiro schloss sich 1936 den Internationalen Brigaden in Spanien an. Nachdem sich auch Johanna in Spanien aufgehalten hatte, übersiedelte sie 1937 nach Nîmes. Nach dem Sieg der Franquisten kehrte Schapiro nach Frankreich zurück. 1939 kam ihr Sohn Alexander wieder zu seinen Eltern zurück. Im Oktober 1939 wurde Sascha Schapiro als feindlicher Ausländer verhaftet und im Lager Le Vernet interniert. Von dort wurde er im Sommer 1942 über das Sammellager Drancy nach Auschwitz deportiert und dort am 1. August ermordet.
Johanna Grothendieck und ihr Sohn verließen Nîmes im März 1940, um in Mouriès im Département Bouches-du-Rhône eine Kolonie junger spanischer Flüchtlinge zu leiten, die vom französischen Kinderhilfskomitee gesponsert und von amerikanischen Quäkern finanziert wurde. Zwei Monate später zog die Kolonie nach Marseille in das Château des Caillols.
Dort wurde Hanka Grothendieck am 1. August verhaftet und mit ihrem Sohn im Camp de Rieucros interniert. Während Alexander später in das Collège Cévenol in Le Chambon-sur-Lignon aufgenommen wurde, wurde die Mutter zunächst im Camp de Gurs und später im Internierungslager Brens festgehalten, wo sie aufgrund einer Tuberkuloseerkrankung schwere gesundheitliche Schäden erlitt.
In der Nachkriegszeit lebte sie mit ihrem Sohn, einem Mathematiker, an dessen Studienorten in Montpellier und Paris. Im Februar 1953 verließen beide Frankreich und reisten nach Rio de Janeiro aus, nachdem Alexander, der wegen seiner Staatenlosigkeit an keiner französischen Universität arbeiten konnte, eine Stelle an der Universität Sao Paulo erhalten hatte. Spätestens ab 1957 lebte sie wieder in Frankreich.
Bislang unveröffentlicht geblieben ist Hanka Grothendiecks 1500 Seiten umfassender autobiografischer Roman Eine Frau.

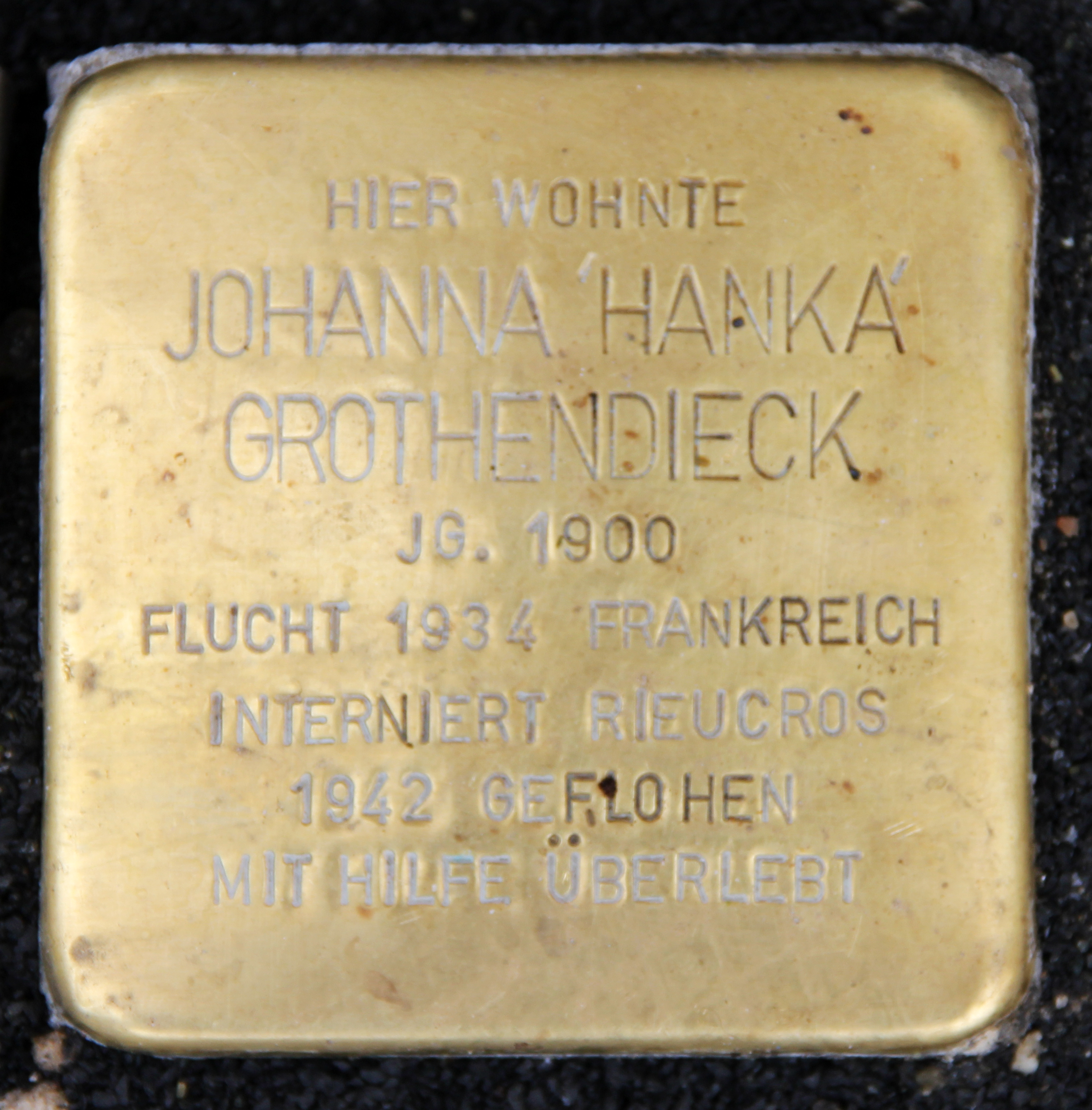
Stolperstein für Johanna Grothendieck

## Gedenken
Für Johanna „Hanka“ Grothendieck wurde am 22. März 2017 in Berlin-Mitte, Brunnenstraße 165, ein Stolperstein verlegt.